# إيفان لي (مبارز بالسيف)
إيفان لي (بالإنجليزية: Ivan Lee)‏ هو مبارز بالسيف أمريكي، ولد في 31 مارس 1981 في بروكلين في الولايات المتحدة.

## معرض صور

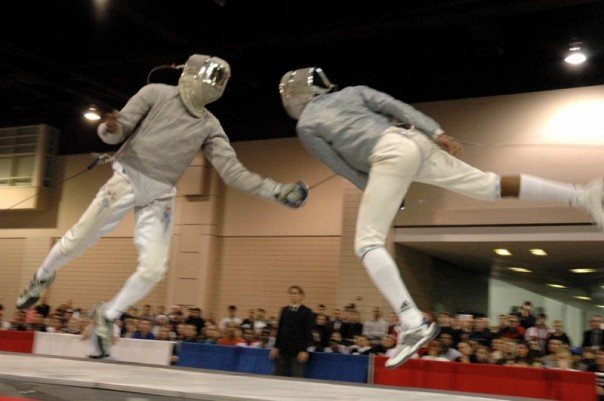
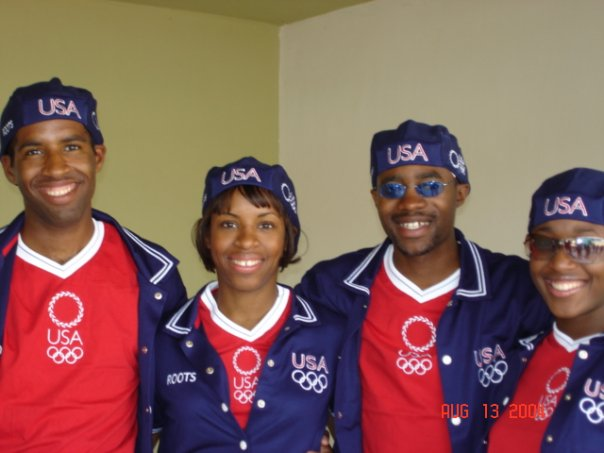
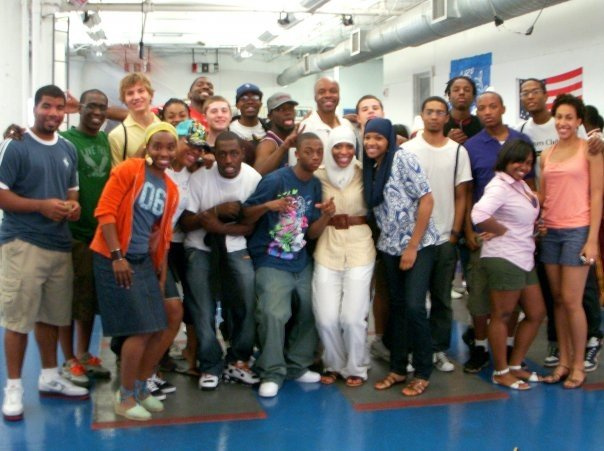

## وصلات خارجية
- إيفان لي على موقع أوليمبيديا (الإنجليزية)